# Santos Vital, Valeria, Gervasio y Protasio (título cardenalicio)
El título cardenalicio de Santos Vital, Valeria, Gervasio y Protasio fue creado el 16 de diciembre de 1880 por el Papa León XIII, recuperando el antiguo título de Vestinae, creado por el Papa Inocencio I gracias a la generosidad de una rica mujer romana llamada Vestina. En el sínodo romano de 595 era nombrado simplemente como San Vitale. El Papa Alejandro III, asoció el título a la Basílica de Santa María la Mayor, donde sus sacerdotes decían misa. En 1596, debido a la ruina de la basílica, el título fue suprimido por el Papa Clemente VIII, para ser restituido tres siglos después.

## Titulares
- Gennaro Celio (494-?)
- Giovanni (590-?)
- Cristoforo (761-?)
- Adriano (853-?)
- Conone (o Conon, o Curion) (1061- antes del 1099)
- Ugo (1099- circa 1122)
- Ugo Lectifredo (o Godoffredo Lictifredo) (1123-1140)
- Tommaso, Canónigo Regular (1140-1153)
- Teodino degli Atti, O.S.B. (1164-1179)
- Gregorio Crescenzi (1201- circa 1208)
- Giovanni Castrocoeli, O.S.B. (1294-1295)
- Pierre de la Chapelle Taillefer (1305-1306)
- Jacques d'Euse (1312-1313)
- Bertrand Augier de la Tour, O.M. (1320-1323)
- Jean-Raymond de Comminges (1327-1331)
- Elie de Nabinal, O.M. (1342-1348)
- Nicola Capocci (1350-1361)
- Guillaume de Chanac, O.S.B. (1371-1383)
- Jean de Murol (o de Murolio) (1385-1399), pseudocardenal del Antipapa Clemente VII
- Peter von Schaumberg (1440-1469)
- Vacante (1469-1473)
- Ausias Despuig, (o Ausias de Podio, o Despuig, o del Puch) (1473-1477)
- Cristoforo della Rovere (1477-1478)
- Domenico della Rovere (1478-1479)
- Ferry de Clugny (1480-1482)
- Juan Margarit (1483-1484)
- Vacante (1484-1489)
- Giovanni de' Conti (1489-1493)
- Raymund Pérault, pro illa vice diaconia (circa 1496-1499); titular (1499-1500)
- Jaime Serra (1500-1502)
- Giovanni Stefano Ferrero (1502-1505)
- Antonio Ferrero (1505-1508)
- René de Prie (1509-1511)
- Antonio Maria Ciocchi del Monte (1511-1514); in commendam (1514-1517)
- Francesco Conti (1517-1521)
- Marino Grimani (1528-1532)
- Esteban Gabriel Merino (1533-1534)
- John Fisher (1535)
- Gasparo Contarini (1535-1537)
- Giovanni Maria Ciocchi del Monte (1537-1542)
- Giovanni Girolamo Morone (1542-1549)
- Filiberto Ferrero (1549)
- Giovanni Ricci (1551-1566)
- Luigi Pisani (1566-1568)
- Luigi Cornaro (1568-1569)
- Gaspar Cervantes de Gaeta (1570)
- Pietro Donato Cesi (1570-1584)
- Costanzo da Sarnano, O.F.M.Conv. (1587)
- Antonio Maria Sauli (1588-1591)
- Vacante (1591-1596)
  - Título suprimido en 1596
  - Título restituido en 1880
- Antonio Pedro IX Hassun (1880-1884)
- Guglielmo Massaia, O.F.M.Cap. (1884-1889)
- Albin Dunajewski (1891-1894)
- Vacante (1894-1902)
- Jan Puzyna (1902-1911)
- Louis Nazaire Bégin (1914-1925)
- Vicente Casanova y Marzol (1925-1930)
- Karel Boromejský Kašpar (1935-1941)
- Manuel Arce y Ochotorena (1946-1948)
- Benjamín de Arriba y Castro (1953-1973)
- František Tomášek (1977-1992)
- Adam Joseph Maida (26 de noviembre de 1994-)